# Hermann Ier de Saxe
Hermann Billung, né vers 900/912 et mort le 27 mars 973 à Quedlinbourg, est un noble saxon, l'ancêtre de la dynastie des Billung. Il fut duc de Saxe, désigné procurateur par le roi Otton Ier en 961 et régnant jusqu'à sa mort.

## Origine
L'origine des ancêtres de la famille Billung est restée méconnue et diverses conjectures ont pu être formulées.
Selon les chroniques de l’écolâtre Adam de Brême du XIe siècle, il est issu de milieux modestes ; d'autre part, l'obituaire de l'église collégiale Saint-Michel à Lunebourg (XIIIe siècle) suggère une filiation avec un comte en Ostphalie nommé Billung (mort le 25 mai 967) et son épouse Emma (?). Selon toute probabilité, Hermann est de parenté avec les descendants de Widukind, chef des Saxons à l'époque de Charlemagne. Il a deux frères aînés, le comte Wichmann Ier dit l'Ancien (mort en 944) et Amelung (mort en 962), évêque de Verden.

## Chef militaire
L'empereur Otton le Grand le fait margrave (princeps militiae) en 936 de la région frontalière où vivaient les Vélètes, les Abodrites, les Wagriens et les Vikings, puis procurator regis du duché de Saxe en 962.

## Mariage et descendants
Hermann Billung épousa Oda (morte le 15 mars après 973) puis Hildesuit (?) toutes deux d'origine inconnue. Cinq enfants sont nés de ces unions :
- Bernard Ier (mort en 1011), duc de Saxe à partir de 973, épousa Hildegarde, fille du comte Henri Ier de Stade ;
- Luidger (mort en 1011), comte en Saxe, épousa Emma de Lesum, sœur de l'évêque Meinwerk de Paderborn ;
- Mathilde (morte en 1008), elle épousa vers 960 le comte Baudouin III de Flandre, veuve en 962 elle épousa vers 963 le comte Godefroy Ier de Verdun ;
- Suanichilde (morte en 1014), elle épousa le margrave Thietmar de Misnie puis le margrave Ekkehard Ier de Misnie ;
- Emma de Saxe (possiblement une fille de Bernard Ier), elle entra dans les ordres et fut abbesse à Herford en Westphalie.